# Pfeil (Automarke)
Pfeil war eine deutsche Automarke.

## Unternehmensgeschichte
Das Unternehmen Motor GmbH aus Bleckendorf bei Egeln begann 1928 oder 1929 mit der Produktion von Automobilen. Im gleichen Jahr endete die Produktion bereits wieder.

## Fahrzeuge
Das einzige Modell war ein Kleinstwagen. Für den Antrieb sorgte ein V2-Motor von einem Motorrad, der rechts außen am Fahrzeug montiert war. Die Motorleistung wurde mittels einer Kette auf das rechte Hinterrad übertragen.